# Țuică
La țuică (pronunciato in rumeno /ˈʦuj.kə/) è una bevanda alcolica di origine rumena, solitamente distillata dalle prugne, ma anche da ciliegie, pere e mele.
In Romania è molto popolare, gli abitanti di diverse regioni sono soliti utilizzarla per cominciare i pasti.

## Preparazione

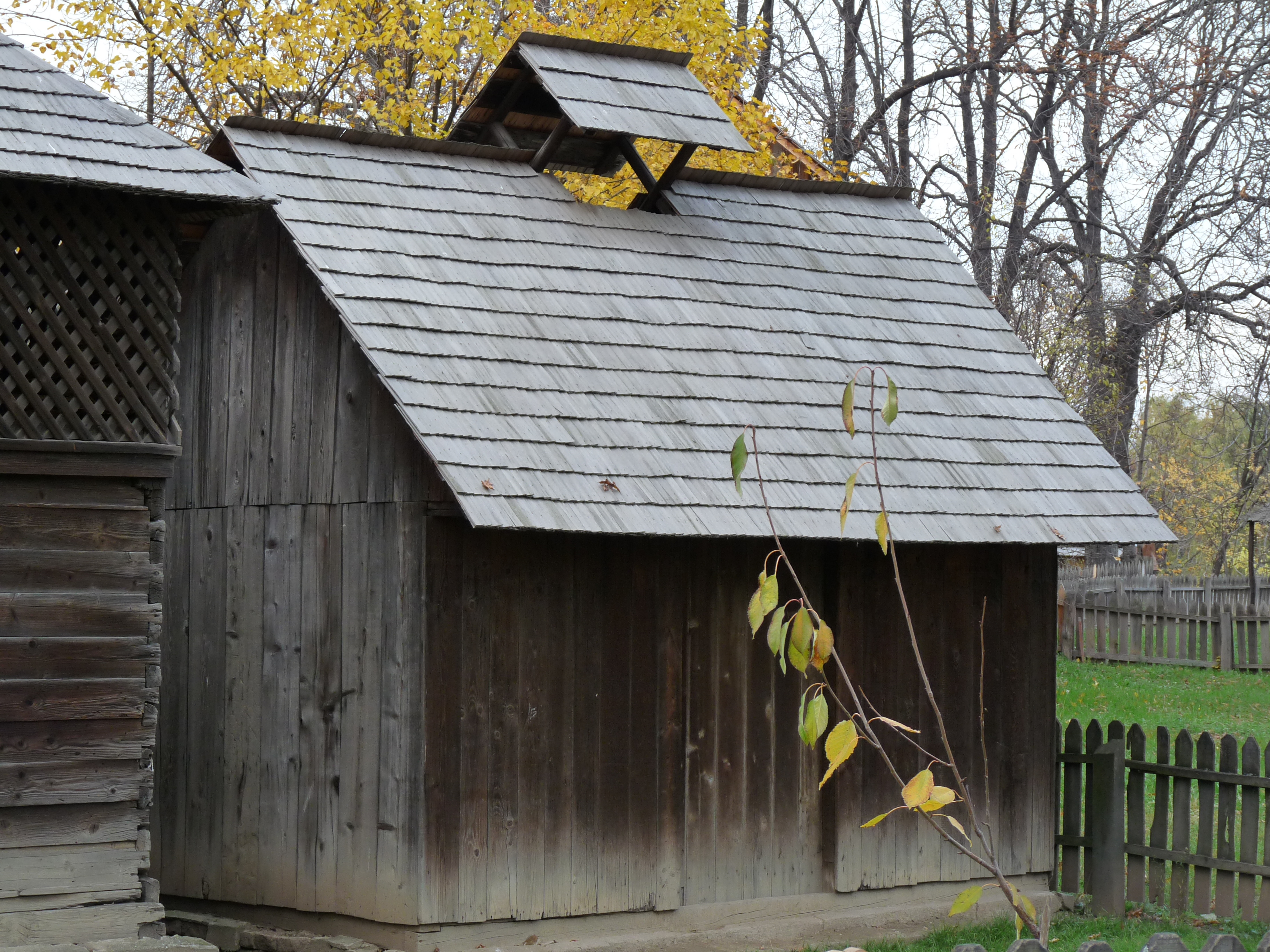
Piccola distilleria di țuică del XIX secolo

La țuică viene preparata a partire dai primi giorni di ottobre fino a dicembre avanzato ma, secondo la tradizione, l'imbottigliamento dev'essere ultimato prima di Natale. Il tempo di fermentazione della frutta (macerare) varia dalle 6 alle 8 settimane e avviene in capienti botti chiamate căldări.
La stagionatura e l'invecchiamento vengono realizzati all'interno di botti di legno di gelso (in rumeno dud).

## Curiosità
- Secondo recenti statistiche sembra che oltre il 70% del raccolto di prugne romeno venga impiegato nella produzione di țuică.
- Nelle fredde serate invernali di molte regioni della Romania (in particolare dell'Oltenia) si è soliti bere țuică bollente con zucchero e granelli di pepe nero (țuică fiartă).